# Petrocerus
Petrocerus is een geslacht van vlinders uit de familie van de prachtvlinders (Riodinidae), onderfamilie Riodininae.
Petrocerus werd in 1979 voor het eerst wetenschappelijk beschreven door Callaghan.

## Soort
Petrocerus omvat de volgende soort:
- Petrocerus catiena (Hewitson, 1875)